# Death & Romance
«Death & Romance» — песня американского дуэта Magdalena Bay из их второго студийного альбома Imaginal Disk (2024). Она была выпущена на лейбле Mom + Pop Music 28 мая 2024 года в качестве лид-сингла альбома. Оба участника дуэта — Мэтью Льюин и Мика Тененбаум — написали и спродюсировали песню, а сведением занимался Дэйв Фридманн, а мастеринг выполнила Эмили Лазар. Песня «Death & Romance» была написана за две недели и представляет собой психоделический поп, нео-психоделию и синти-поп под аккомпанемент фортепиано и ударных. В вымышленной лирике рассказывается о женщине, которую бросил её парень-инопланетянин.
После выхода «Death & Romance» был положительно встречен музыкальными критиками; некоторые из них назвали его выдающимся на Imaginal Disk. Журнал Paste назвал её лучшей песней 2024 года, а другие издания включили её в списки лучших песен года. Премьера клипа на песню состоялась 18 июня 2024 года; режиссёром клипа выступила Аманда Крамер, которая рассказывает историю персонажа True, изображённого Тененбаумом. Дуэт Magdalena Bay исполнил песню «Death & Romance» в рамках регулярного сет-листа в туре The Imaginal Mystery Tour (2024).

## История
В 2021 году американский дуэт Magdalena Bay, состоящий из Мики Тененбаум и Мэтью Льюина, выпустил свой дебютный альбом Mercurial World, получивший признание критиков. родвигая альбом концертным туром, они начали работать над новой музыкой; одной из первых песен стала «Death & Romance». Дуэт написал её, когда у них было время побыть дома, в течение двухнедельного периода «творческой искры». Параллельно они выпустили Mini Mix, Vol. 3, расширенную пьесу (EP), содержащую семь коротких песен и сопровождаемую полнометражным музыкальным видео. Через несколько месяцев после этого они подписали контракт с нью-йоркским рекорд-лейблом Mom + Pop Music. В своём заявлении они выразили волнение по поводу того, «что ждёт их в будущем», и объявили, что «следующий этап, следующая фаза уже здесь». В следующем году Магдалена Бэй начала дразнить появление новой музыки в социальных сетях в течение нескольких недель.
«Death & Romance» был выпущен на лейбле Mom + Pop Music 28 мая 2024 года. Одновременно с выпуском песни Магдалена Бэй анонсировала концертный тур под названием The Imaginal Mystery Tour и объявила первые даты по Северной Америке и Европе в сентябре, октябре и ноябре 2024 года. В своём заявлении дуэт представил песню: «Представьте, что льёт дождь, светятся уличные фонари. Ты сидишь дома и ждёшь, когда твой парень-инопланетянин заберёт тебя на своём НЛО… но на этот раз он не прилетит». 11 июля, выпустив сингл «Image», Magdalena Bay анонсировали альбом Imaginal Disk и его трек-лист, в котором «Death & Romance» фигурирует как пятый трек. Они заявили, что он прикреплён к «Fear, Sex», шестому треку, будучи «двумя частями одной песни».

## Композиция
Продолжительность «Death & Romance» составляет 5 минут 14 секунд. Оба участника группы Magdalena Bay написали и спродюсировали трек, который был смикширован Дэйвом Фридманом и отмастерен Эмили Лазар. В музыкальном плане критики классифицировали «Death & Romance» как психоделический поп, неопсиходелию и синти-поп трек. Они также увидели элементы психоделического рока. В ней звучат фортепиано и ударные,, а также «мерцающие» синтезаторы и «грувовый» бас. С «Death & Romance» Магдалена Бэй перешла к «более длинным, мелодраматическим» трекам, обозначив отход от более традиционных структур . По словам Лиама Хесса из Vogue, клавишные и громоподобные ударные в песне напоминают творчество шведской группы ABBA. Каэлен Белл из Exclaim! сравнил вступление с синглом 1999 года «Steal My Sunshine» канадского дуэта Len. В тексте песни Тененбаум поет с позиции женщины, которую бросил ее парень-инопланетянин, когда она посылает ему сигнал на красную звезду издалека.

## Отзывы
После выхода «Death & Romance» получила положительные отзывы от музыкальных критиков, некоторые из которых назвали её выдающейся на Imaginal Disk. Белл сказал, что песня «звучит абсолютно массивно». Паоло Рагуза из Consequence похвалил голос Тененбаума за то, что он «пропитан атмосферой, придавая песне гипнотический и туманный воздух». Тобиас Хесс из Paper представил себе «Death & Romance» в исполнении на стадионе. Он оценил её текст и инструментарий как обладающие «вибрацией вечной классики». Эрик Беннетт, написавший рецензию на альбом для Paste, заявил, что «каждый ледяной удар фортепиано заставляет масштаб чувствовать себя больше и всепоглощающим». Дэн Кондон из ABC News считает, что «Death & Romance» — это «то, как должны были звучать Tame Impala, продюсирующие Dua Lipa».
Композиция «Death & Romance» была включена в несколько списков лучших песен 2024 года в середине и конце года. Журнал Dork в июле включил её в список лучших песен 2024 года, назвав «чистым звуковым серотонином» и «саундтреком к лучшей ночи, которая у вас никогда не была, в комплекте с уличными фонарями, которые светятся чуть слишком ярко, и дождём, который падает сверху». «Death & Romance» была названа лучшей песней 2024 года по версии Paste; критик журнала Клэр Мартин высоко оценила кристальный вокал и исполнение Тененбаума, а также напряжение в инструментарии. Песня была включена в списки Dork, Stereogum и Pitchfork под номерами 16, 32 и 45 соответственно. Песня не вошла в десятку лучших песен года по версии Vulture, но была названа сайтом одним из «других ярких моментов».